# Polémique sur le temps hopi
La polémique sur le temps hopi est le débat académique sur la grammaticalisation du concept de temps dans la langue hopi et à savoir si les différences entre la manière dont les langues anglaise et hopi décrivent le temps sont un exemple de relativité linguistique. Dans le discours populaire, le débat est souvent présenté comme une question de savoir si les Hopis « avaient une conception du temps », bien qu'il soit maintenant bien établi qu'ils en ont une.

## Historique du débat
L'origine du débat commence dans les années 1940 quand le linguiste américain Benjamin Lee Whorf émet l'hypothèse que les Hopis ne conçoivent pas le temps de la même façon que celle d'un locuteur européen moyen standard, et que cette différence est illustrée par les différences grammaticales entre les langues. Whorf soutient alors que le langage Hopi « n'a pas de mots, de formes grammaticales, de construction ou d'expressions qui se réfèrent directement à ce que nous appelons le temps » et conclut que les Hopi « n'ont aucune notion générale ou intuition du temps comme un continuum fluide où tout dans l'univers procède à un rythme égal, d'un futur, à travers le présent, à un passé ». Whorf utilise le concept Hopi du temps comme l'exemple principal de son concept de relativité linguistique, qui postule que la manière dont les langues individuelles encodent des informations sur le monde, influence et corrèle avec la vision du monde culturel des locuteurs. Les vues relativistes de Whorf sont tombées en disgrâce en linguistique et en anthropologie dans les années 1960, mais la déclaration de Whorf a survécu dans la littérature populaire souvent sous la forme d'un mythe urbain selon lequel «les Hopi n'ont pas de concept du temps». En 1983, le linguiste Ekkehart Malotki publie une étude de 600 pages sur la grammaire du temps en langue hopi, concluant qu'il avait finalement réfuté les affirmations de Whorf sur la langue. Le traité de Malotki a donné des centaines d'exemples de mots Hopi et de formes grammaticales se référant aux relations temporelles. L'affirmation centrale de Malotki est que les Hopi conceptualisent en effet le temps comme structuré en termes de progression spatiale personnelle du passé au futur, en passant par le présent. Il démontre également que la langue hopi grammaticalise le temps en utilisant une distinction entre les temps futurs et non futurs, par opposition au système de temps anglais, qui est généralement analysé comme étant basé sur une distinction passé / non passé. Beaucoup ont considéré les travaux de Malotki comme une réfutation définitive de l'hypothèse de la relativité linguistique. Le linguiste et spécialiste de la typologie linguistique des temps Bernard Comrie a conclu que « la présentation et l'argumentation de Malotki sont dévastatrices ». Le psychologue Steven Pinker, un critique bien connu de Whorf et du concept de relativité linguistique, a accepté les affirmations de Malotki comme ayant démontré l'ineptie totale de Whorf en tant que linguiste.
Par la suite, l'étude de la relativité linguistique a été relancée en utilisant de nouvelles approches dans les années 1990 , et l'étude de Malotki a été critiquée par des linguistes relativistes et des anthropologues, qui ne considéraient pas que l'étude invalide les affirmations de Whorf   . Le principal sujet de discorde est l'interprétation des affirmations initiales de Whorf à propos du Hopi, et ce qui, selon lui, rend le Hopi différent de ce que Whorf appelait les « langues européennes moyennes standard ».
Certains considèrent que la langue Hopi peut être mieux décrite comme une langue tenseless, et que la distinction entre non-futur et futur posée par Malotki peut être mieux comprise comme une distinction entre les humeurs realis et irrealis. Indépendamment de la façon dont le concept Hopi du temps est le mieux analysé, la plupart des spécialistes sont d'accord avec Malotki pour dire que tous les humains conceptualisent le temps par analogie avec l'espace, bien que certaines études récentes aient également remis cela en question. .

## La langue hopi
La langue hopi est une langue uto-aztèque, utilisée par environ 5 000 Hopi principalement dans le nord est de l'Arizona.
Dans le grand dictionnaire hopi, il n'y a pas de mot correspondant exactement au nom anglais temps. Hopi emploie des mots différents pour désigner une durée de temps (pàasa : pour cette longueur), un point dans le temps (pàasat : à ce moment) et le temps mesuré par une horloge (pahàntawa) occasion pour faire quelque chose (hisat ou qeni), un renversement ou le moment approprié pour faire quelque chose (qeniptsi (nom)), et avoir du temps pour quelque chose (aw nánaptsiwta (verbe)). 
La référence de temps peut être marquée sur les verbes en utilisant le suffixe -ni
Momoyam piktota : « Les femmes font / faisaient du piki »
Femmes piki-make
Momoyam piktota-ni : « Les femmes feront du piki » 
Femmes piki-make-NI
Le suffixe -ni est également utilisé dans le mot naato ni qa qui signifie « ce qui arrivera encore » en référence au futur. Ce mot est formé de l'adverbe naato (encore), du suffixe -ni et du clitique -qa qui forme une clause relative avec le sens ce qui .... 
Le suffixe - ni est également obligatoire sur le verbe principal dans les clauses conditionnelles : 
Kur nu 'pam tuwa nu' wuuvata-ni : « si je le vois, je m'enfuirai » 
Si je le vois, je cours NI
Le suffixe est également utilisé dans les clauses conditionnelles  faisant référence à un contexte passé, puis souvent combiné avec la particule car elle porte une signification au passé ou contrefactuelle, ou décrit une intention non réalisée: 
Pam nuy tuwáq nu 'so'on as wayaa ni : « S'il m'avait vu, je n'aurais pas couru » 
il me voit I Neg Past / Counterfact. run-NI
Nu 'sayti ni : « Je vais sourire » 
Je souris-NI
Nu 'as sayti ni : « J'ai essayé de sourire / Je devais sourire / Je voulais sourire / J'allais sourire » 
I Passé / Contrefact. sourire
Le suffixe -ngwu décrit les actions qui se déroulent habituellement ou en règle générale.
Tömö 'taawa tatkyaqw yáma ngwu : « En hiver, le soleil se lève au sud-est » 